# アンジェラ・ニコディノフ
アンジェラ・ニコディノフ（Angela Nikodinov、1980年5月9日 - ）は、アメリカ合衆国出身のフィギュアスケート選手。2000年四大陸フィギュアスケート選手権女子シングル優勝。夫はフィギュアスケート選手のイワン・ディネフ。

## 経歴
- 両親がブルガリア出身の移民であるため、ブルガリア語を流暢に話せる。

4歳でスケートを始める。
- 1999年、2001年全米フィギュアスケート選手権3位。
- 2000年、四大陸フィギュアスケート選手権優勝。
- 2005年、ポートランドで開催された全米フィギュアスケート選手権の会場へ家族とともに向かう最中、乗っていたタクシーが交通事故に遭う。この事故で母親が亡くなり、父親・コーチ・そして本人もまた傷を負った。この悲劇的な事故以後、彼女がアマ競技に戻ることはなかった。
- 現在はアメリカのスターズ・オン・アイスツアーなどに参加する一方、コーチとして活動しており、教え子と共にアメリカ・スターズ・オン・アイスの「明日のスター」コーナーに出演したことがある。

## 主な戦績
| 大会/年            | 1995-96 | 1996-97 | 1997-98 | 1998-99 | 1999-00 | 2000-01 | 2001-02 | 2002-03 | 2003-04 | 2004-05 |
| ------------------ | ------- | ------- | ------- | ------- | ------- | ------- | ------- | ------- | ------- | ------- |
| 世界選手権         |         |         |         | 12      | 9       | 5       |         |         |         |         |
| 四大陸選手権       |         |         |         | 3       | 1       | 2       |         |         | 7       |         |
| 全米選手権         | 8       | 4       | 5       | 3       | 4       | 3       | 4       |         | 5       |         |
| GP中国杯           |         |         |         |         |         |         |         |         |         | 8       |
| GPスケートアメリカ |         |         | 4       | 3       | 7       | 5       |         |         |         | 1       |
| GPスパルカッセン杯 |         |         |         |         |         |         | 3       |         |         |         |
| GPロシア杯         |         |         |         |         | 4       |         | 3       |         |         |         |
| GPNHK杯            |         |         |         | 棄権    |         | 4       | 4       |         |         |         |
| フィンランディア杯 |         |         |         |         |         |         |         | 11      |         |         |
| 世界Jr.選手権      |         |         | 11      |         |         |         |         |         |         |         |